# 後藤ラジオ
後藤ラジオ（ごとうラジオ）は、アニメイトTVにて配信されていたインターネットラジオ番組である。パーソナリティは後藤邑子。

## 概要
- 放送期間：第01回 2003年10月02日～第12回 2003年12月18日
- 配信サイト：アニメイトTV
- パーソナリティ：後藤邑子

ゲストに綾川りのや佐藤裕美が参加した回もある。

## 関連商品
- DJCD「後藤ラジオ」
  - ジャケットの裏面に直筆サイン（番号つき）されている
  - 購入者特典にブロマイド（全三種類中一種類）がある
  - アンケートハガキが後藤本人の手書きである
  - スペシャルサンクスにねこねこソフトがあったり、片岡とものコメントがある。このラジオが配信されていた当時、ねこねこソフトのスタッフ日記等ではインターネットラジオを企画していたという話も出ていたが、関連は不明。